# Brantford—Brant (circonscription provinciale)
Pour les articles homonymes, voir Brantford (homonymie) et Brant.
Circonscription électorale provinciale du Canada
Brantford—Brant (anciennement Brant) est une circonscription provinciale de l'Ontario représentée à l'Assemblée législative de l'Ontario depuis 1999. 

## Géographie
La circonscription est située dans le sud de l'Ontario. Les entités municipales formant la circonscription sont Brantford et Brant. 
Les circonscriptions limitrophes sont Flamborough—Glanbrook, Cambridge, Haldimand—Norfolk et Oxford.

## Historique
| Législature                                           | Années        | Député       | Député      | Parti                     |
| ----------------------------------------------------- | ------------- | ------------ | ----------- | ------------------------- |
| Circonscription créée — Brant County                  |               |              |             |                           |
| 17e                                                   | 1926–1929     |              | Harry Nixon | Progressiste              |
| 18e                                                   | 1929–1934     |              | Harry Nixon | Progressiste              |
| Circonscription renommée — Brant                      |               |              |             |                           |
| 19e                                                   | 1934–1937     |              | Harry Nixon | Libéral-progressiste      |
| 20e                                                   | 1937–1943     |              | Harry Nixon | Libéral                   |
| 21e                                                   | 1943–1945     |              | Harry Nixon | Libéral                   |
| 22e                                                   | 1945–1948     |              | Harry Nixon | Libéral                   |
| 23e                                                   | 1948–1951     |              | Harry Nixon | Libéral                   |
| 24e                                                   | 1951–1955     |              | Harry Nixon | Libéral                   |
| 25e                                                   | 1955–1959     |              | Harry Nixon | Libéral                   |
| 26e                                                   | 1959–1961     |              | Harry Nixon | Libéral                   |
| 26e                                                   | 1961–1963     | Robert Nixon |             | Libéral                   |
| 27e                                                   | 1963–1967     | Robert Nixon |             | Libéral                   |
| 28e                                                   | 1967–1971     | Robert Nixon |             | Libéral                   |
| 29e                                                   | 1971–1975     | Robert Nixon |             | Libéral                   |
| Circonscription abolie                                |               |              |             |                           |
| Circonscription issue de Brantford et Brant—Haldimand |               |              |             |                           |
| 37e                                                   | 1999–2003     |              | Dave Levac  | Libéral                   |
| 38e                                                   | 2003–2007     |              | Dave Levac  | Libéral                   |
| 39e                                                   | 2007–2011     |              | Dave Levac  | Libéral                   |
| 40e                                                   | 2011–2014     |              | Dave Levac  | Libéral                   |
| 41e                                                   | 2014–2018     |              | Dave Levac  | Libéral                   |
| Circonscription renommée Brantford—Brant              |               |              |             |                           |
| 42e                                                   | 2018–2022     |              | Will Bouma  | Progressiste-conservateur |
| 43e                                                   | 2022–2025     |              | Will Bouma  | Progressiste-conservateur |
| 44e                                                   | 2025–en cours |              | Will Bouma  | Progressiste-conservateur |

## Circonscription provinciale
Depuis les élections provinciales ontariennes du 4 octobre 2007, l'ensemble des circonscriptions provinciales et des circonscriptions fédérales sont identiques.